# Sistema di numerazione degli autoveicoli in Unione Sovietica e in Russia
Nell'Unione Sovietica prima e in Russia poi, era utilizzato un sistema standard di numerazione degli autoveicoli. Usando la versione moderna del sistema è possibile determinare il tipo e la cilindrata del veicolo. La versione moderna del sistema di numerazione è stata introdotta nella metà degli anni '70. Un sistema simile è in uso anche nella Repubblica Popolare Cinese.

## Vecchio sistema di numerazione
Il vecchio sistema di numerazione venne usato dal 1945 finché non venne sostituito con quello nuovo (tuttavia rimane ancora in produzione un modello numerato col vecchio sistema, il LAZ-695N ).
Con il vecchio sistema il nome del veicolo consiste nel nome dell'azienda seguito da tre cifre. Ogni costruttore riceveva un range di numeri da usare. Il range dei numeri era assegnato come segue:
| serie     | Costruttore              | Esempio             |
| --------- | ------------------------ | ------------------- |
| 1 - 99    | GAZ                      | GAZ-14              |
| 100 - 199 | ZIL                      | ZIL-130             |
| 200 - 299 | YaAZ, KrAZ               | KrAZ-258            |
| 300 - 399 | UralAZ                   | UralAZ-375          |
| 400 - 450 | MZMA (AZLK)              | MZMA-412            |
| 450 - 499 | UAZ                      | UAZ-452, UAZ-469    |
| 500 - 599 | MAZ, BelAZ               | MAZ-500, BelAZ-640m |
| 600 - 649 | KAZ                      |                     |
| 650 - 699 | Autobus - PAZ, LiAZ, LAZ |                     |
| 700 - 999 | ZAZ, RAF, rimorchi       |                     |

## Sistema di numerazione moderno
Il sistema di numerazione moderno, (отраслевая нормаль  ОН 025270-66), venne introdotto la prima volta nel 1966 ma non entrò in vigore subito, quindi molti veicoli continuarono ad essere registrati col vecchio metodo; il primo autoveicolo ad usare la nuova nomenclatura fu la VAZ-2101, seguirono le altre fabbriche: Moskvič - nel 1976, Moskvič 2140; GAZ - nel 1982, GAZ-3102 e così via. Attualmente il sistema è in uso in Russia anche se non viene del tutto usato dai costruttori.
In accordo col sistema, il nome completo di un autoveicolo è la combinazione del nome del costruttore (es. VAZ) e al massimo 4 cifre (es. 2108):
dove:
- La prima cifra а —classe del veicolo;

Per le automobili la classe è determinata in base alla cilindrata e al peso a secco, sono definite anche le sottoclassi (gruppi)::
| Numero | Classe        | Gruppo | Cilindrata (cc) | Peso a secco (kg) | Esempi (inclusi modelli numerati secondo il vecchio sistema) |
| ------ | ------------- | ------ | --------------- | ----------------- | ------------------------------------------------------------ |
| 1      | Molto piccola | I      | meno di 849     | meno di 649       | ZAZ 965, VAZ-1111 Oka                                        |
| 1      | Molto piccola | II     | 650… 799        | 650… 799          | Moskvič 400, ZAZ-1102 Tavrija                                |
| 2      | Piccola       | I      | 1.100… 1.299    | 800… 899          | Moskvič 402, VAZ-2101 Žiguli                                 |
| 2      | Piccola       | II     | 1.300… 1.499    | 900… 1.049        | Moskvič 408, VAZ-2103 Žiguli                                 |
| 2      | Piccola       | III    | 1.500… 1.799    | 1.050… 1.149      | Moskvič 412, VAZ-2106 Žiguli                                 |
| 3      | Media         | I      | 1.800… 2.499    | 1.150… 1.299      | GAZ-M20 Pobeda                                               |
| 3      | Media         | II     | 2.500… 3.499    | 1.300… 1.499      | GAZ-21 Volga, GAZ-3102 Volga                                 |
| 4      | Grande        | I      | 3.500… 4.999    | 1.500… 1.899      | GAZ-12 ZIM                                                   |
| 4      | Grande        | II     | 5.000 e più     | 1.900 e più       | Čajka                                                        |
| 5      | Maggiore      | —      | (non-regolato)  | (non-regolato)    | ZIL-111, ZIL-4104                                            |

Per i camion la classe è determinata dal peso a pieno carico:
| Prima cifra | Peso                |
| ----------- | ------------------- |
| 1           | più di 1200 kg      |
| 2           | 1200 kg - 2000 kg   |
| 3           | 2000 kg - 8000 kg   |
| 4           | 8000 kg - 14000 kg  |
| 5           | 14000 kg - 20000 kg |
| 6           | 20000 kg - 40000 kg |
| 7           | più di 40000 kg     |

Per gli autobus la classe è determinata in base alla lunghezza:
| Prima cifra | Lunghezza   |
| ----------- | ----------- |
| 2           | più di 5 m  |
| 3           | 6 - 7,5 m   |
| 4           | 8 - 9,5 m   |
| 5           | 10,5 – 12 m |
| 6           | più di 16 m |

- Per i rimorchi, La prima cifra è 8
- Per semirimorchi e rimorchi pesanti e speciali, la prima cifra è 9

- La seconda cifra b — tipo di veicolo;

| Seconda cifra | Tipo di veicolo   |
| ------------- | ----------------- |
| 1             | autovettura       |
| 2             | autobus           |
| 3             | autocarro         |
| 4             | trattore stradale |
| 5             | mezzo d'opera     |
| 6             | autocisterna      |
| 7             | furgone           |
| 8             | riservato         |
| 9             | veicoli speciali  |

- La terza e la quarta cifra c e d — numero del modello del costruttore.

La quinta cifra è opzionale, è usata per specificare versioni differenti o modificate del modello standard.
La sesta cifra è a volte usata per indicare varianti destinate all'esportazione.
A volte, cifre separate da lineetta, venivano usate per indicare pacchetti opzionali.
Il sistema ha diverse falle. Per esempio, c'erano alcuni veicoli che non potevano essere catalogati nella giusta maniera perché la loro cilindrata e il loro peso a secco appartenevano a due categorie diverse. Questo problema si manifestò spesso quando venivano creati varianti dei modelli dalla cilindrata maggiorata o ridotta. Spesso l'inconveniente venne risolto denominando l'autoveicolo con la sigla del modello base; per esempio la Volga da 5,5 litri GAZ-31011 venne chiamata così perché il modello base era il 2,99 litri gaz-3101; diversamente seguendo il sistema standard si sarebbe dovuto chiamare con la cifra "4" come primo numero del nome. La Moskvič-214145 Svjatogor (basata sulla Moskvič 2141) equipaggiata da un 2.0 litri derivante da un motore Renault F3R, quindi rientrante nella classe media secondo il sistema di numerazione normale (più di 1.800 cm³), ma nella classe Piccola in base al peso a secco.
Comunque nella maggior parte dei casi il sistema ha funzionato discretamente per i suoi tempi, questo perché i nuovi modelli venivano specificatamente creati per rientrare nelle classi e sottoclassi e la maggiorazioni o riduzioni di cilindrata erano molto rare.
Il sistema spesso non è usato per i mercati esteri, dove vengono usati nomi diversi (solitamente basati direttamente sulla cilindrata come la "Moskvič 1500" che nel mercato interno invece è chiamata Moskvič 2140), oppure si usano nomi come "Moskvič Aleko" per la Moskvič 2141. In ogni caso anche i modelli da esportazione sono numerati col sistema sovietico in quanto al riguardo la documentazione del motore.
Nel tardo periodo dell'Unione Sovietica alla nomenclatura standard veniva affiancata la denominazione interna delle fabbriche come per esempio: Lada Sputnik per la VAZ 2108, VAZ 2109 e loro varianti.

### Esempi
Il VAZ-21063: un veicolo prodotto dalla VAZ, con una cilindrata compresa tra 1200 cm³ e 1800 cm³ (2), che è un'autovettura (1), sesto modello del costruttore (06), terza modificazione del modello originale (3).
Il GAZ-31029-51: classe media (3) autovettura (1) veicolo prodotto dalla GAZ, con una cilindrata compresa tra 1800 cm³ e 3500 cm³, secondo modello del costruttore (02), nona modificazione (9), incluso il pacchetto opzionale N°51 installato dal costruttore (51).

## Futuro del sistema
Il futuro del sistema non è chiaro. Alcuni costruttori lo seguono mentre altri no. Ad esempio AutoVAZ non aderisce allo standard con la sua nuova Lada Kalina ignorando la seconda cifra chiama i modelli 1117, 1118 e 1119 nonostante la cilindrata di 1,6 litri.